# Panini (vetenskapsman)
Pāṇini (sanskrit पाणिनि) var upphovsmannen till Aṣṭādhyāyī (अष्टाध्यायी), en klassisk grammatik för sanskrit, sannolikt från 500-talet f.Kr. Han kallas "språkvetenskapens fader" och är den första kända person som systematiskt har studerat just språket. I Ashtadhyayi definierar Pāṇini både morfologi och syntax men gör också skillnad mellan talspråkliga och skriftspråkliga uttryck på sanskrit.
Andra lingvister som Leonard Bloomfield och Ferdinand de Saussure har tagit intryck av Pāṇini.
År 2004 fick Pāṇini sitt eget fem‑rupiers frimärke.

## Biografi
Pāṇinis biografiska fakta är så gott som okända: han antas ha fötts på 500-talet f.Kr. men också 400‑talet f.Kr. har föreslagits. Också regionen där han är född eller bodde är okänd, men ett förslag är Shulatula nära Indusfloden.
Namnet Pāṇini är ett patronymikon som kommer från namnet Pāṇina. Hans fulla namn tycks att vara Dakṣiputra Pāṇini. Å andra sidan betyder Dakṣiputra "son till Dakṣi" som kan syfta till en person som hette Dakṣi, Pāṇinis mor.
Enligt Panchatantra dödades han av ett lejon.

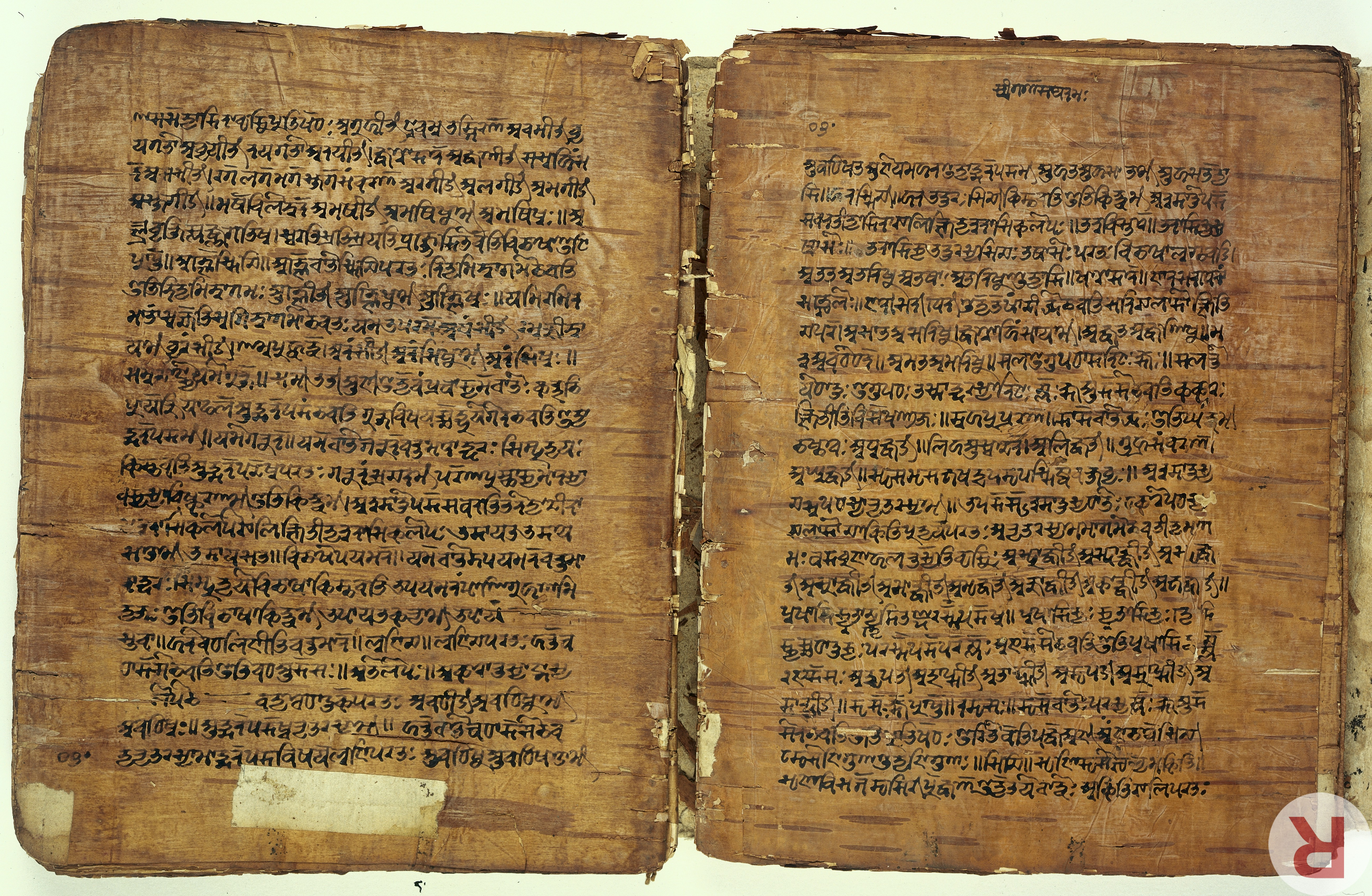
Ett manuskript över Pāṇinis grammatik från 1600-talet.